# يمامة عبد الفياض
يمامة عبد الله الفياض (2001-) لاعبة شطرنج عراقية تحمل لقب أستاذة مرشحة، حصلت عليها في عام 2014.

## مسيرتها في الشطرنج
يمامة عاصف عبد الله الفياض بدأت لعب الشطرنج في سن التاسعة بعد أن تعلمتها من والدها. مثّلت العراق في أولمبياد الشطرنج الرابع والأربعين، حيث لعبت إلى جانب شقيقتها زينب، وحصلت على المركز الرابع من أصل ثمانية على اللوحة الخامسة.
تأهلت لكأس العالم للشطرنج للسيدات 2023، حيث هزمتها إيلين رويبرز في الجولة الأولى.

## روابط خارجية
- يمامة عبد الفياض على موقع الاتحاد الدولي للشطرنج (الإنجليزية)
- يمامة عبد الفياض على موقع مباريات الشطرنج (الإنجليزية)